# Rodney Strasser
Rodney Strasser (født 30. marts 1990) er en fodboldspiller fra Sierra Leone, der spiller for Reggina, udlejet fra Genoa C.F.C. i Serie A. Tidligere har han også spillet i A.C. Milan. Udover det har han været udlejet 2 gange til U.S. Lecce og Parma F.C.. Strasser debuterede 21. december 2008 på førsteholdet, da Milan besejrede Udinese med 5-1. Han kom på banen i stedet for Kakha Kaladze.
Strasser fin sin internationale debut for Sierra Leones landshold den 5. september 2010, da hans landshold spillede kvalifikationskamp mod Egypten til Africa Cup of Nations 2012.